# Raphicerus melanotis
Raphicère du Cap, Grysbok
Espèce
Statut de conservation UICN

 LC  : Préoccupation mineure
Le raphicère du Cap ou Grysbok (Raphicerus melanotis) est une espèce d'antilope qui se rencontre en Afrique du Sud.